# مدیریت پسماند

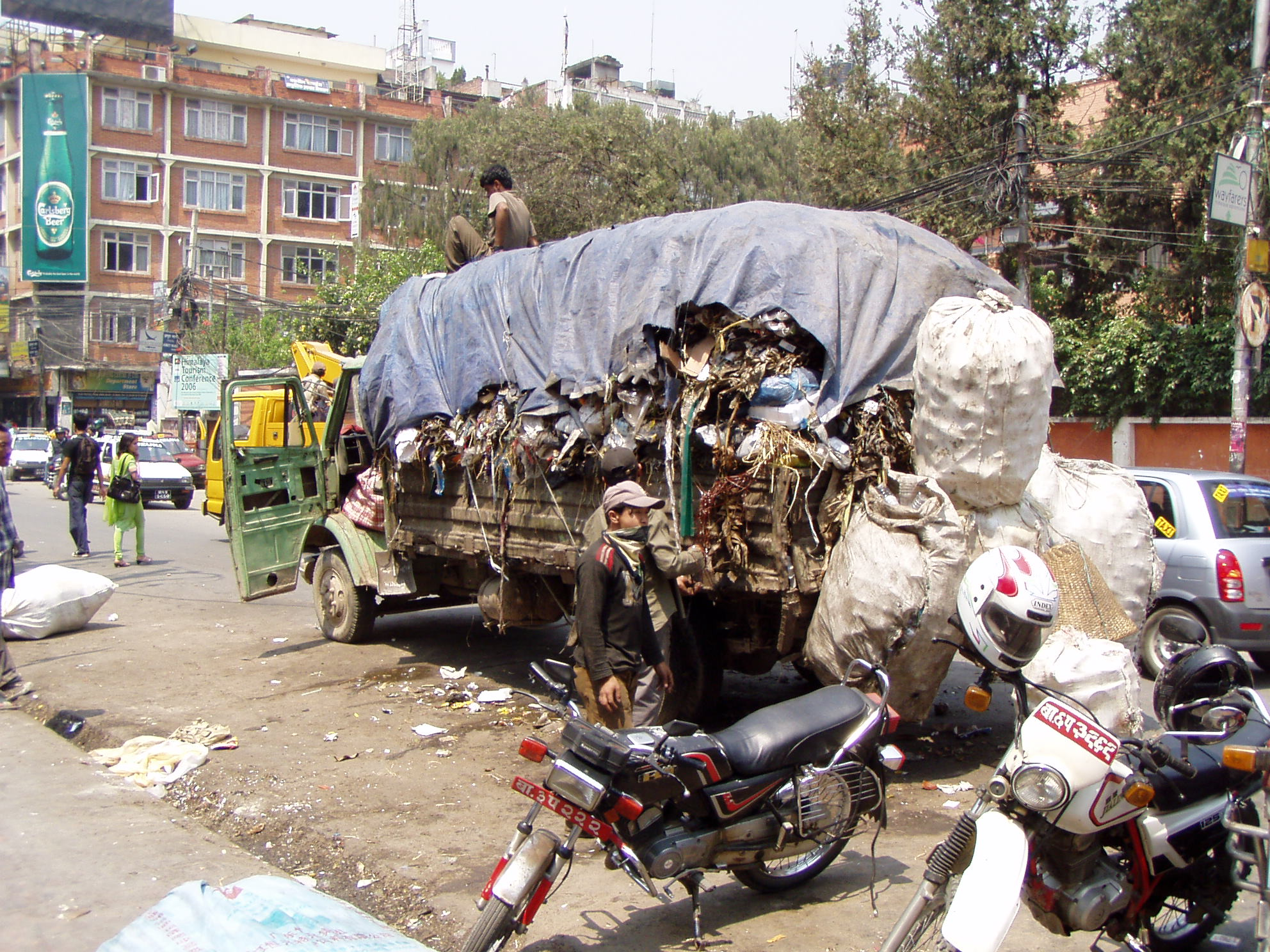
مدیریت پسماند در نپال

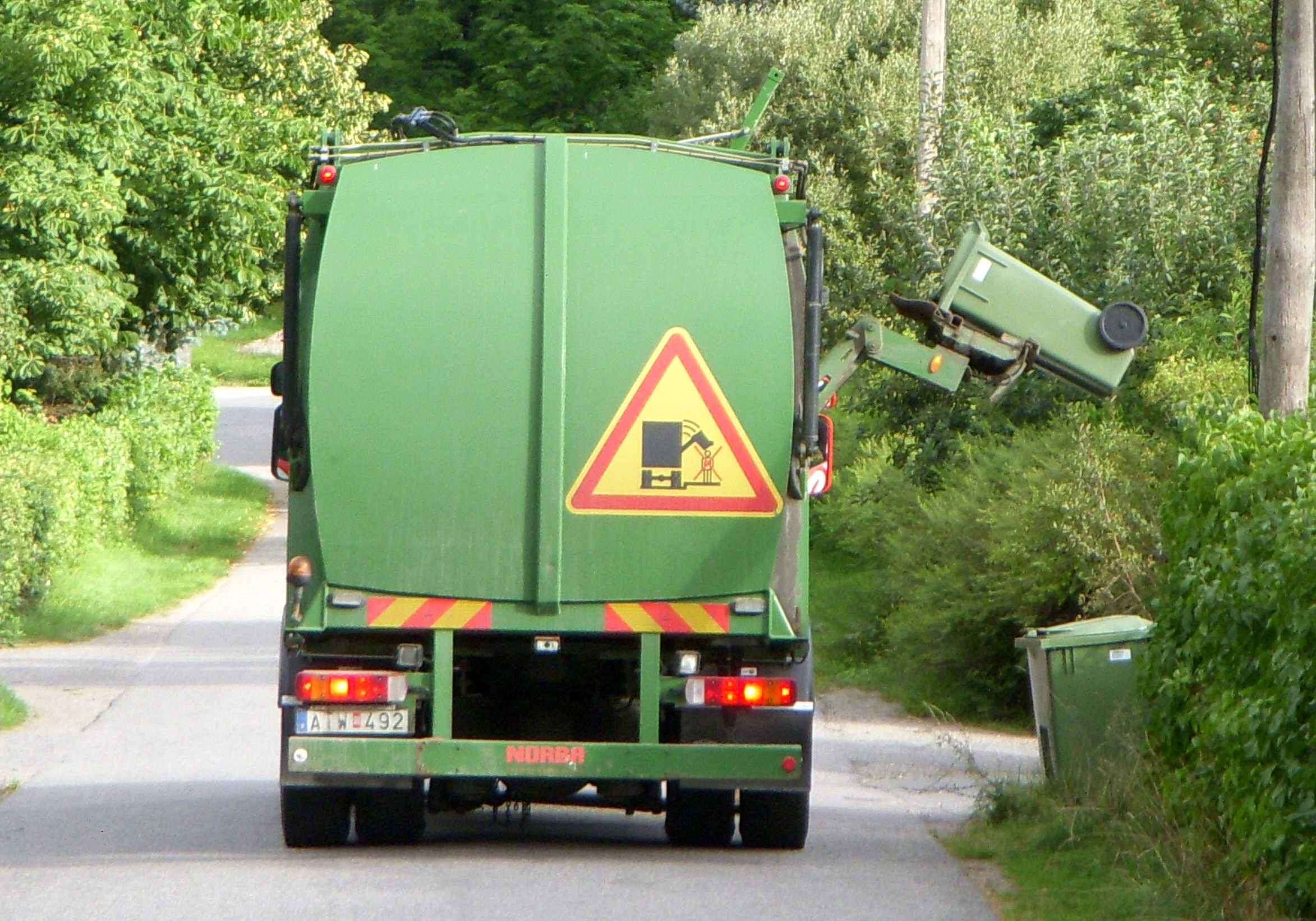
مدیریت پسماند در سوئد

مدیریت پسماند یا مدیریت زباله (به انگلیسی: Waste management)، مجموعه فعالیت‌ها و اقدام‌های لازم برای مدیریت زباله از زمان تولید تا دفع نهایی آن است. این فعالیت‌ها شامل جمع‌آوری، انتقال و دفع زباله و نظارت بر اجرای قوانین مربوط به مدیریت پسماند است.
زباله می‌تواند شکل جامد، مایع یا گاز داشته باشد و هر کدام از این انواع زباله نیازمند روش‌های مخصوص به خود برای مدیریت است. مدیریت پسماند شامل همه انواع زباله منجمله زباله صنعتی، بیولوژیکی و خانگی است. در بعضی موارد زباله می‌تواند بر روی سلامت انسان زیان‌بار باشد. هدف مدیریت پسماند کاهش اثرات زیان‌بار زباله بر روی سلامت انسان، محیط زیست و زیبایی‌شناسی است.
قسمت اعظمی از مدیریت پسماند مربوط به مدیریت زباله‌های جامد شهری است که همان زباله‌های تولید شده توسط خانه‌ها، صنایع و فعالیت‌های تجاری است.

## خطرهای ناشی از دفع زباله در مجموعه‌های دفع زباله شهری
اصول بهداشت و بهسازی محیط، در هر شهر ایجاب می‌کند که زباله‌ها در حداقل زمان از منازل و محیط زندگی انسان دور شده و در اسرع وقت دفع گردند. پیدایش این ایده (دفع بهداشتی زباله در محیط زیست) در سدۀ نوزدهم میلادی همانند یک دستورالعمل بهداشتی، شهروندان را به رعایت آن ملزوم می‌ساخت.
اهمیت دفع بهداشتی زباله‌ها موقعی بر همه روشن خواهد شد که خطرهای ناشی از آن‌ها به خوبی شناخته شود.
زباله‌ها نه تنها سبب تولید بیماری، تعفن و زشتی مناظر می‌گردند، بلکه می‌تواند به وسیله آلوده کردن خاک، آب و هوا خسارت فراوانی را به بار آورند. به همان اندازه که ترکیبات زباله مختلف است، خطرات ناشی از مواد تشکیل‌دهنده آن‌ها نیز می‌تواند متفاوت باشد. جمع‌آوری، حمل و نقل و آخرین مرحله دفع این مواد بایستی به طریقی باشد که خطرهای ناشی از آن‌ها در سلامتی انسان به حداقل ممکن کاهش یابد.
راجع به خطرات حاصل از سایت زباله‌های شهری و صنعتی باید گفت که در کلیه منابع علمی و کتب مربوطه همواره اشاره با ابتلای انسان‌ها به بیماری‌های گوناگون شده‌است. در کتب علمی تعداد باکتری‌های مختلف موجود در خاکروبه مجتمع‌های پسماند زباله از ۲ تا ۴۰ میلیون به صورت خاص و از ۵۰۰۰۰ تا ۱۰ میلیون به‌طور عموم در هر گرم برآورده شده‌است. این تعداد باکتری می‌تواند به سادگی موجب بروز بیماری‌های گوناگونی گردند که در زمان وزش بادهای فصلی تا شعاع ده‌ها کیلومتر قابل تأثیر و انتشار می‌باشند. مخصوصاً اینکه در این مواد انواعی از باکتری‌های مولد وبا، تیفوس و کزاز به‌طور مسلّم و صریح تشخیص داده شده‌است. شایان ذکر است که در گذشته فضولات حیوانی (پهن گاو و اسب) قسمت عمده ای از خاکروبه‌های خیابانی را تشکیل می‌داد. این حالت هم‌اکنون نیز در پاره‌ای از روستاها و شهرهای کوچک مشاهده می‌شود

## اصول مدیریت پسماند ها
سلسله مراتب پسماند مربوط به سه اصل «کاهش، استفاده مجدد و بازیافت» است که استراتژی‌های مدیریت پسماند را با توجه به امکان کمینه کردن تولید پسماند طبقه‌بندی می‌کند. سلسله مراتب پسماند سنگ بنای اکثر استراتژی‌های کمینه کردن تولید زباله است. هدف سلسله مراتب پسماند استخراج حداکثر منافع عملی از محصولات و در نتیجه تولید حداقلی زباله است. مقاله بازیابی منابع را ببینید.

### چرخه-عمر یک محصول
چرخه عمر یک محصول با طراحی شروع شده، با ساخت، توزیع و استفاده اولیه پیش می‌رود، و سپس مراحل سلسله مراتب پسماند یعنی کاهش، استفاده مجدد و بازیافت را می‌گذراند. هر مرحله در چرخه عمر محصول اجازه تغییر سیاست، تفکر دوباره در مورد نیاز به یک محصول، طراحی مجدد برای به حداقل رساندن پسماند برای افزایش استفاده از آن محصول را می‌دهد. آنالیز چرخه-عمر محصول راهی برای بهینه‌سازی استفاده از منابع محدود طبیعت از طریق کاهش تولید پسماندهای غیر ضروری است.

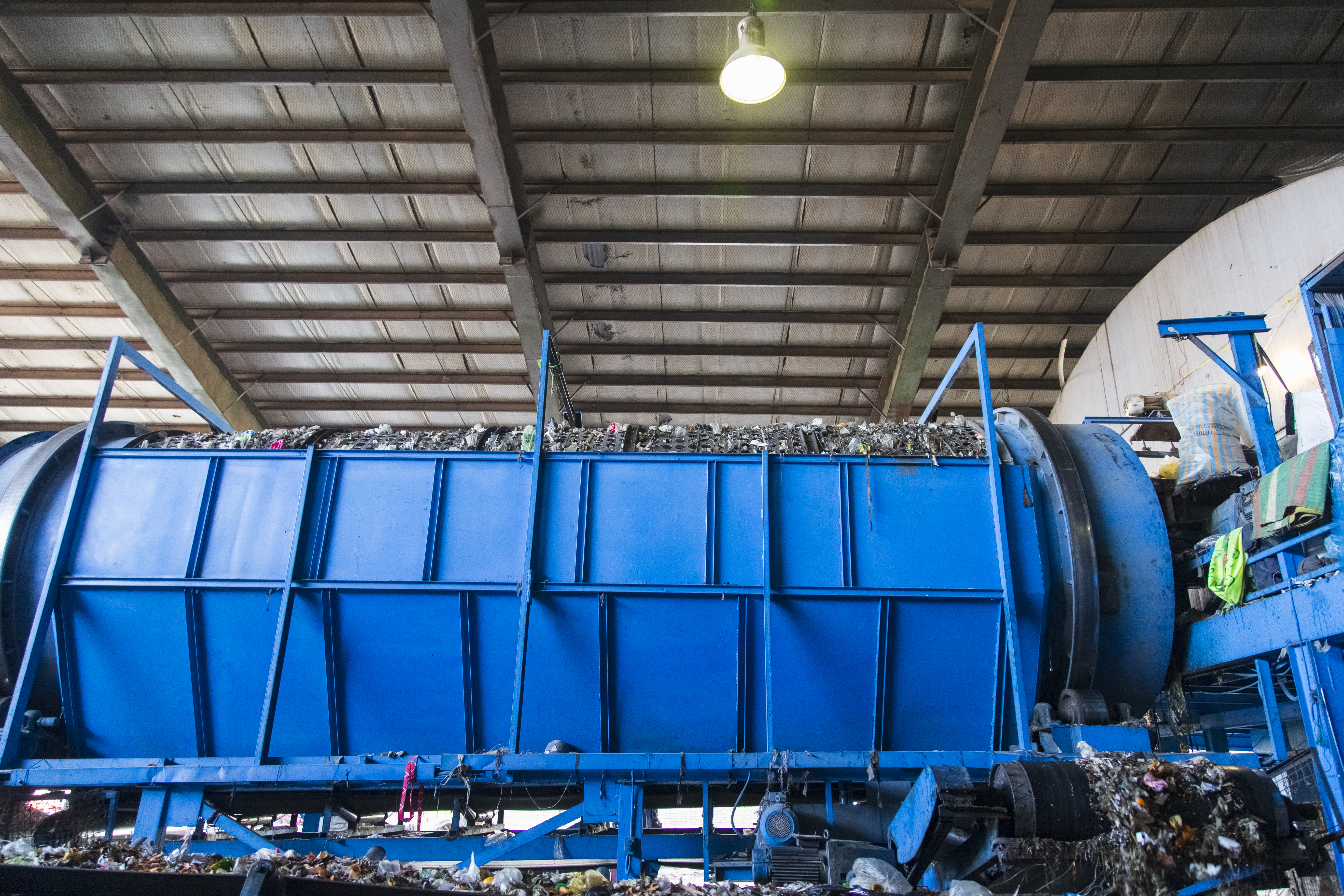
ماشین آلات دفع مکانیزه پسماند در مرکز آرادکوه شهر تهران

### بازده منابع
بازده منابع نشان دهنده این حقیقت است که رشد و توسعه اقتصادی جهان نمی‌تواند در الگوهای تولید و مصرف فعلی حفظ شود. بشر در سطح جهان، بیشتر از منابعی که کره زمین بتواند جایگزین کند برای ساخت کالاهای خود از آن استخراج می‌کند. بازده منابع، کاهش اثرات زیست‌محیطی از تولید تا مصرف کالا و از استخراج مواد خام نهایی تا دفع نهایی است.

### اصل «آلوده‌کننده می‌پردازد»
اصل «آلوده کننده می‌پردازد» می‌گوید که شخص یا عامل آلوده کننده باید هزینه اثرات مخرب زیست‌محیطی و دفع مناسب پسماند غیرقابل بازیابی را بپردازد.

## مدیریت پسماند در ایران

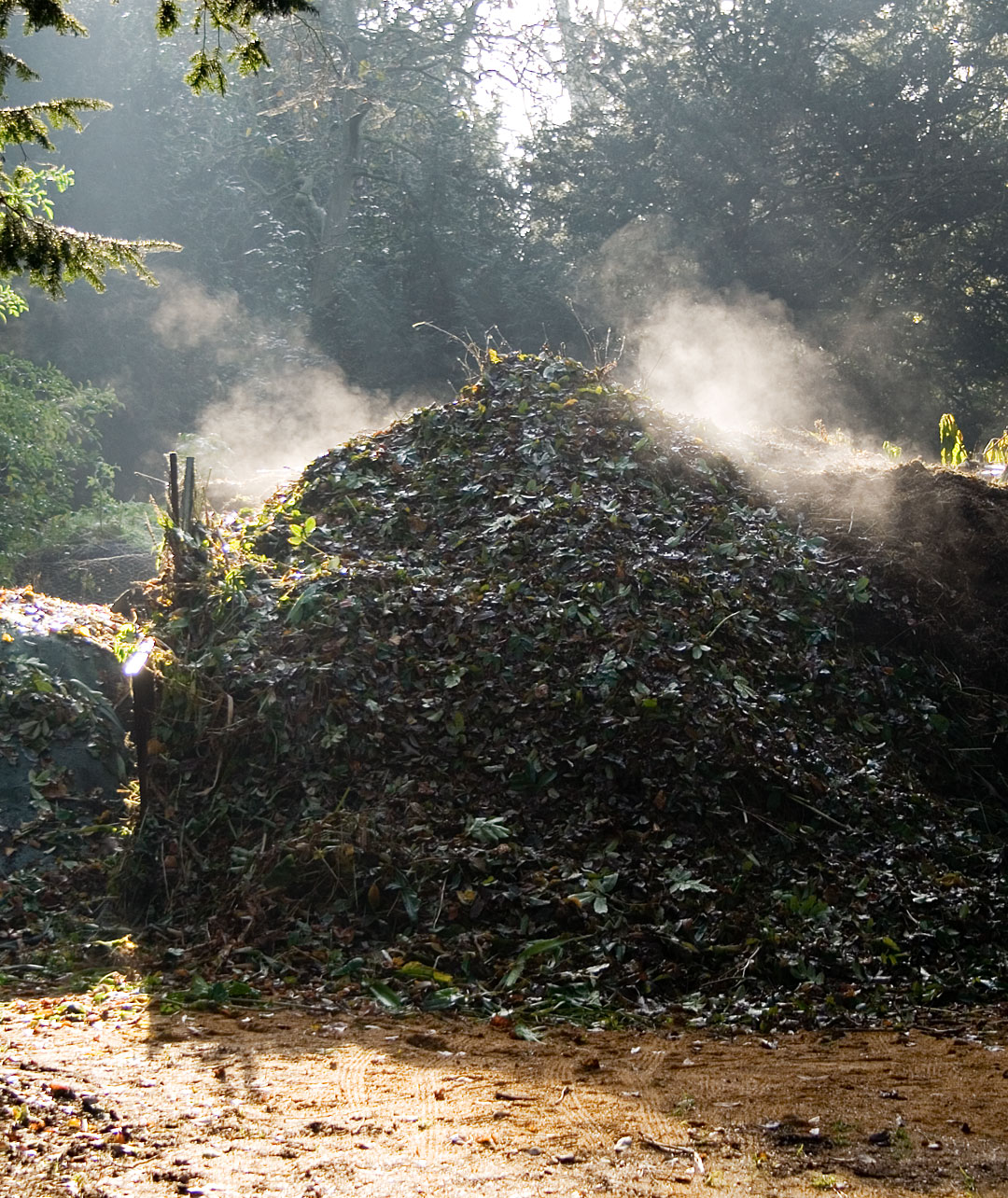
پودر کمپوست

در ایران اولین برنامه‌ریزی‌ها برای برخورد صنعتی با زباله از سال ۱۳۴۶ شروع شد. در این سال اولین واحد تولید کمپوست از زباله توسط بخش خصوصی و به صورت نیمه صنعتی در شهر اصفهان راه اندازی شد. بعد از آن درسال ۱۳۴۸ شهرداری تهران طی قراردادی با یک شرکت انگلیسی، اولین کارخانه کمپوست تهران رو در صالح آباد، محلی در جنوب شهر تهران احداث کرد.
بعد از انقلاب اسلامی، در وزارت صنایع، ستادی تحت عنوان «ستاد کود گیاهی» تشکیل شد. این ستاد در سال ۱۳۶۱ با تدوین برنامه ای، احداث ۵ کارخانه کمپوست را در ۵ شهر بزرگ شامل اصفهان، مشهد، تبریز، شیراز و رشت در دستورکار خود قرارداد. احداث این کارخانه‌ها بعداً به شهرداری‌های همان شهرها محول شد.
در سال ۱۳۷۰ با تصویب وزارت کشور، در شهرداری تهران سازمانی تحت عنوان "سازمان بازیافت و تبدیل مواد" تشکیل شد و مدیریت زباله‌ها در شهر تهران به این سازمان محول شد. این سازمان به ترتیب در سایر مراکز استان‌ها هم ایجاد شد و فعالیت‌هایی را در زمینه ساماندهی و بهینه‌سازی عملیات جمع‌آوری، حمل و نقل، بازیافت و دفع پسماندها انجام دادند، برنامه‌هایی را تدوین کردن و پروژه‌هایی در دست انجام دارند. از اقدامات قابل توجهی که در زمینه قانونمند کردن مدیریت پسماندها در کشور انجام شد، تصویب "قانون مدیریت پسماند" توسط مجلس شورای اسلامی درتاریخ ۲۰/۲/۱۳۸۳ هست که نباید از اهمیت نقش آفرینش در تاریخچه مدیریت پسماند، چشم‌پوشی کرد.

## نگارخانه

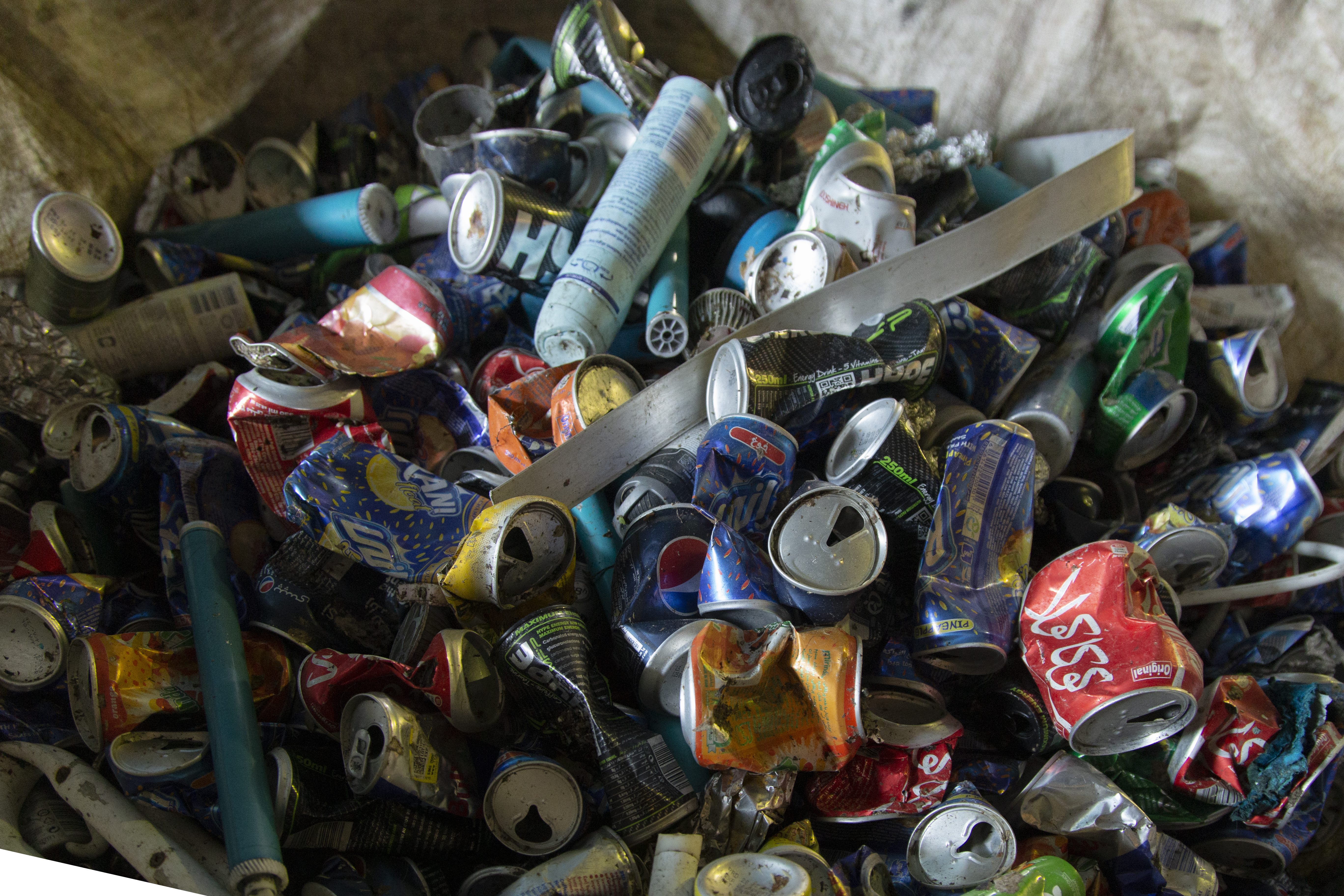
تفکیک زباله‌های فلزی
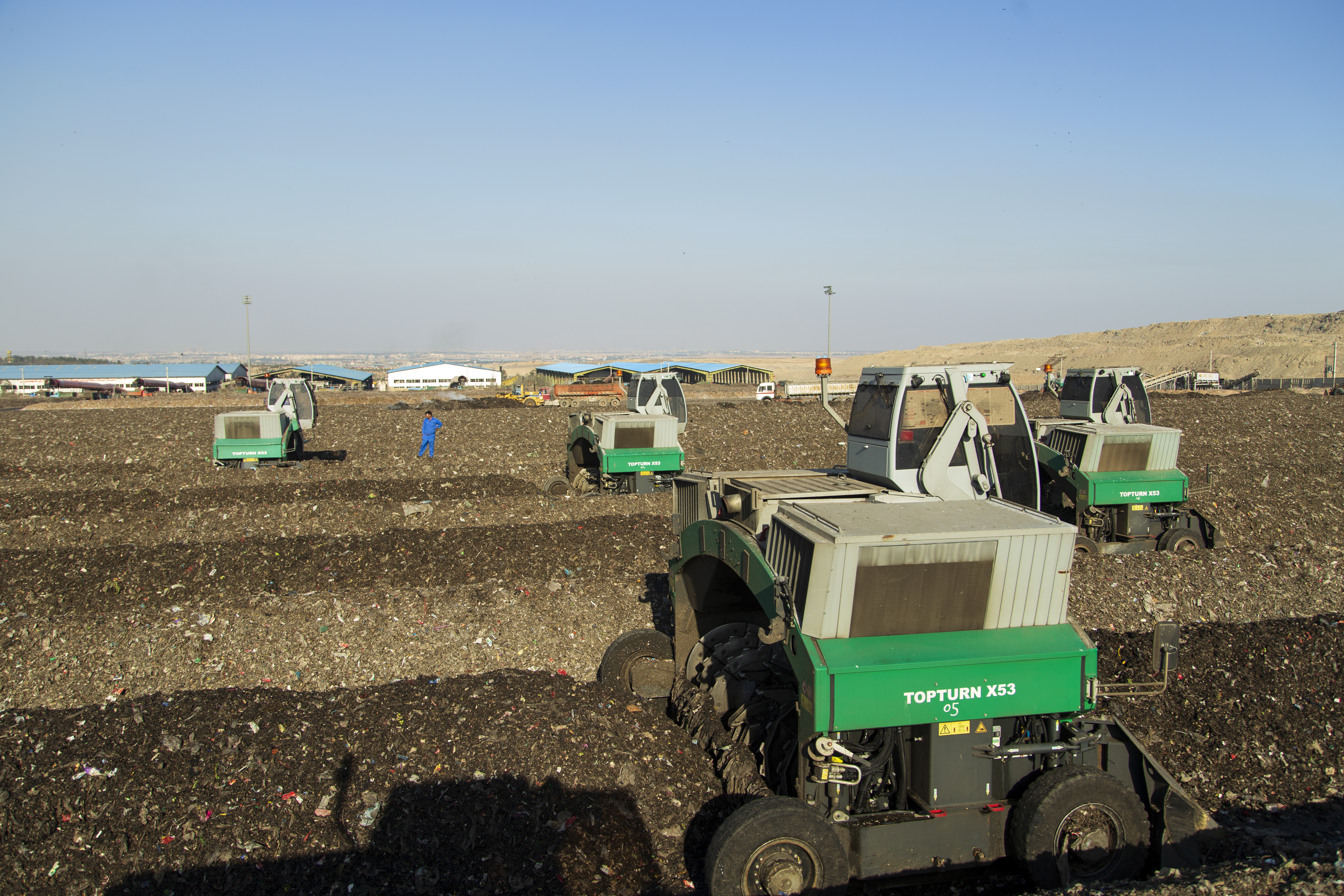
دستگاه‌های زباله هم زن برای به دست آوردن کود از زباله‌های شهری
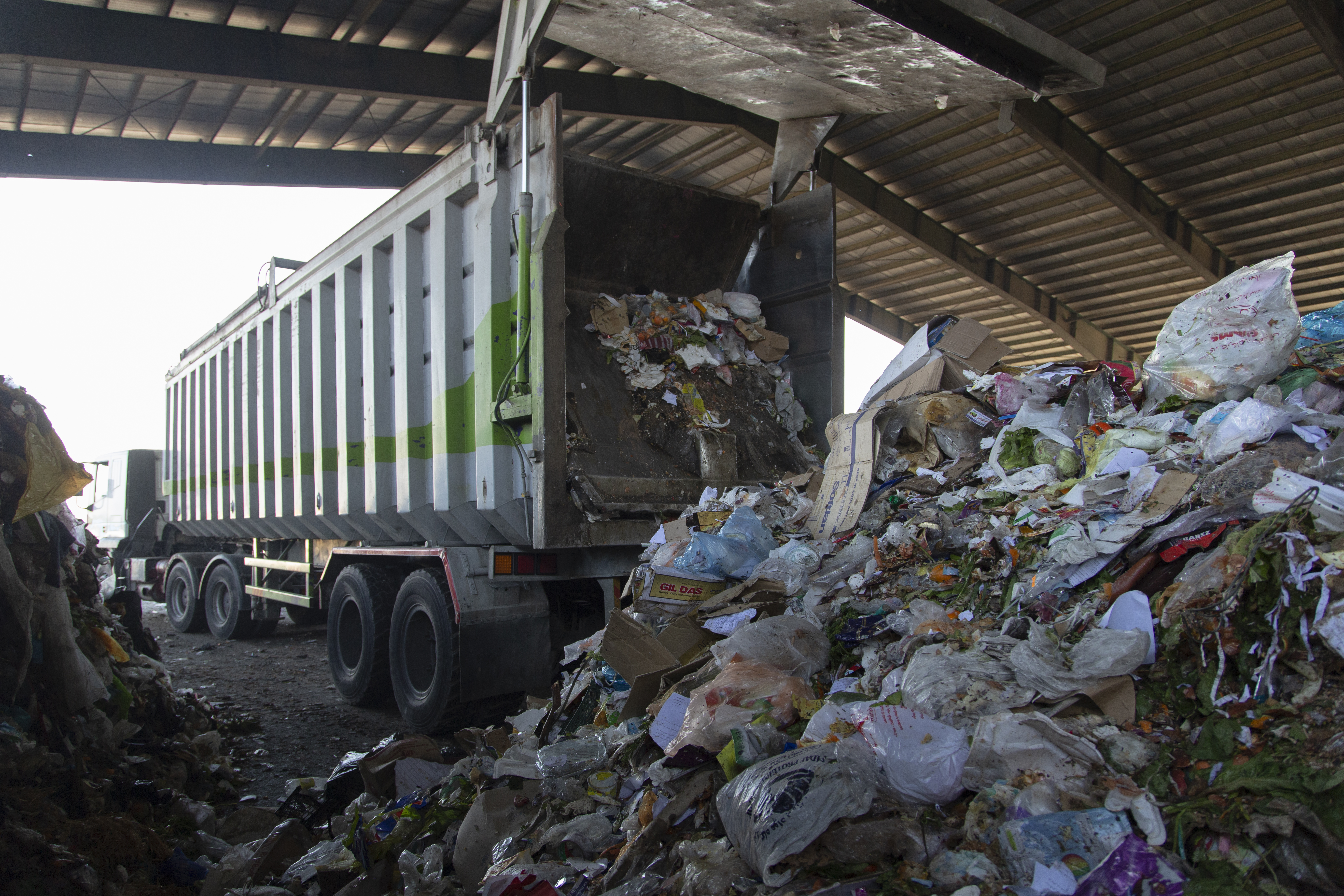
ماشین‌های تخلیه زباله‌های شهری برای تفکیک و ارسال به بخش‌های مختلف
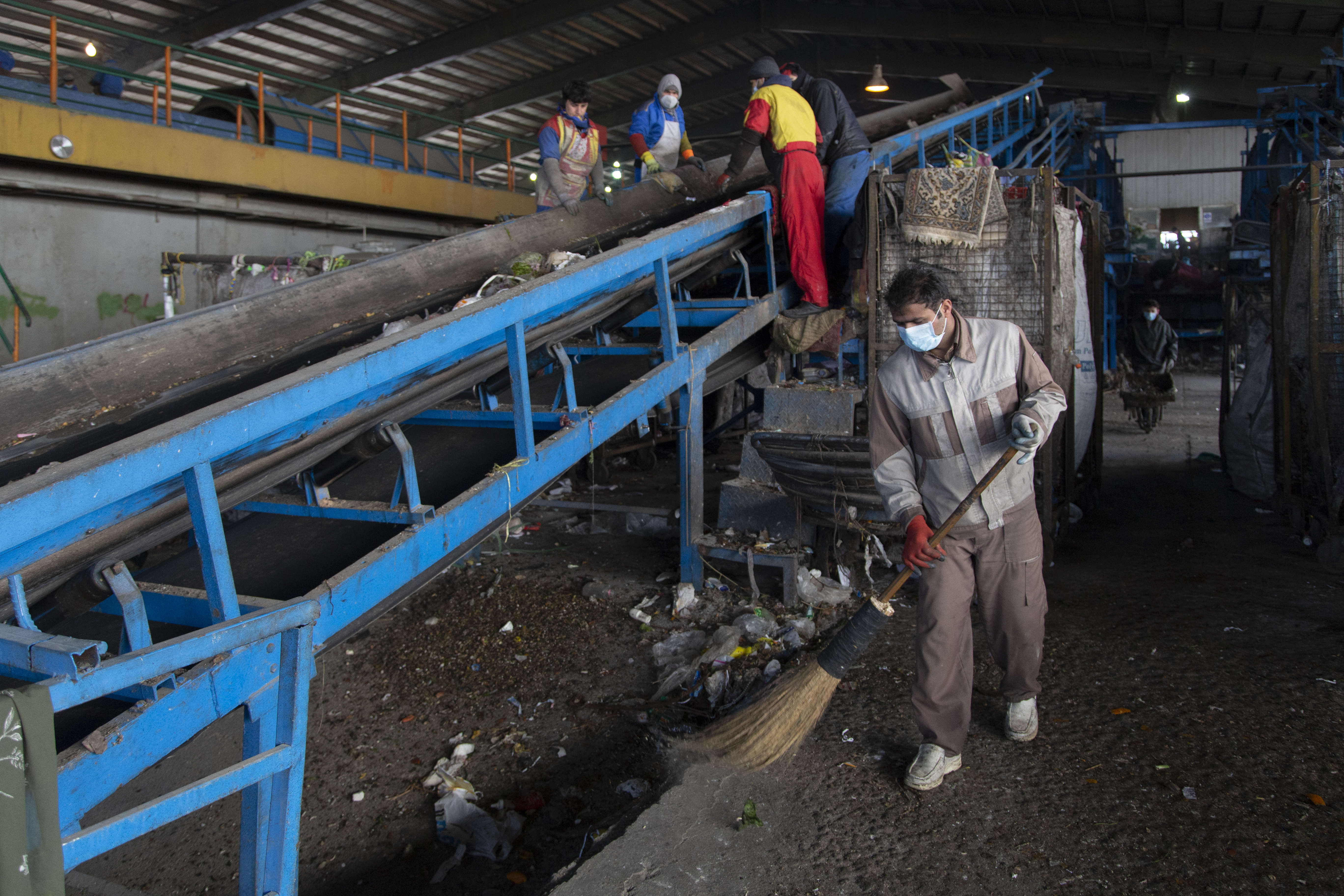
تفکیک زباله به صورت دستی و انسانی در مرکز آرادکوه تهران
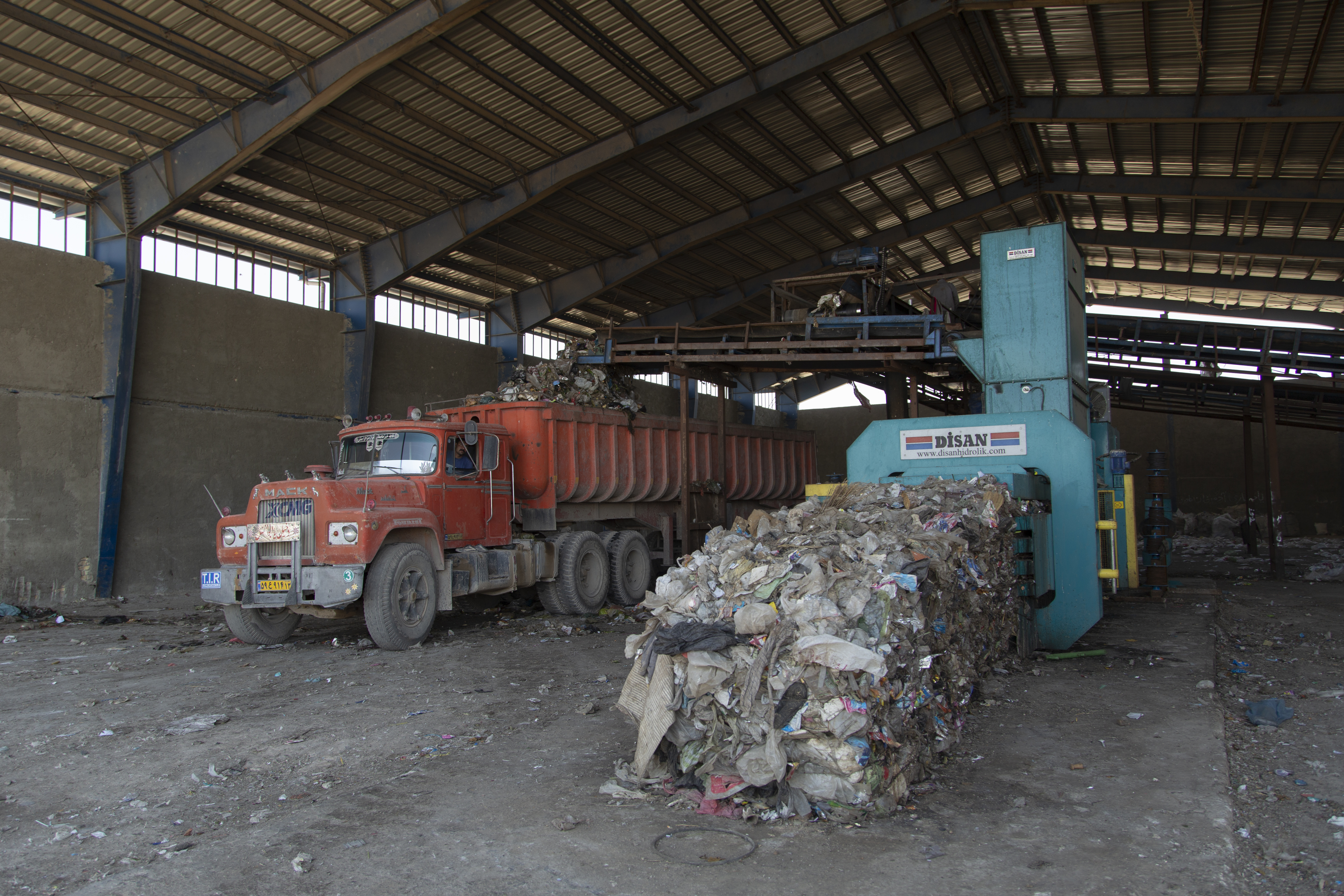
دستگاه‌های مکانیزه مراکز دفع زباله‌های شهری
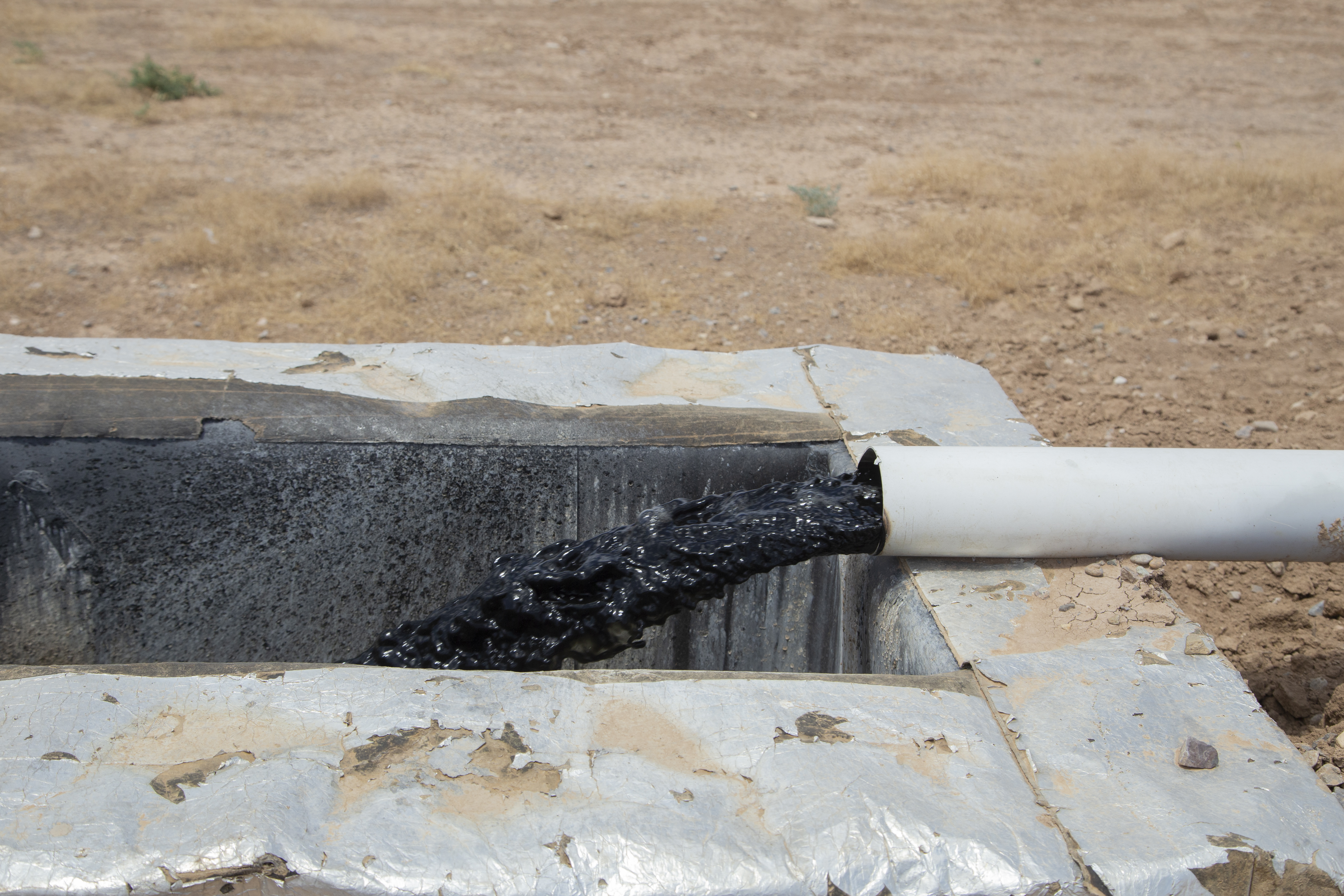
شیرآبه‌های باقیمانده از زباله‌های شهری در مرکز دفع زباله شهرستان قزوین، ایران